# Alpiner Skieuropacup 1989/90
Gesamt- und Disziplinenwertungen der Saison 1989/1990 des Alpinen Skieuropacups.

## Europacupwertungen

### Gesamtwertung
| Rang | Name                | Land           | Punkte |
| ---- | ------------------- | -------------- | ------ |
| 1    | Christian Polig     | Italien        | 138    |
| 2    | Fabio De Crignis    | Italien        | 112    |
| 3    | Dietmar Köhlbichler | Österreich     | 109    |
| 4    | Sergio Bergamelli   | Italien        | 083    |
| 5    | Peter Olsson        | Schweden       | 081    |
| 5    | Luca Pesando        | Italien        | 081    |
| 7    | Peter Namberger     | BR Deutschland | 080    |
| 7    | Christophe Berra    | Schweiz        | 080    |
| 9    | Giovanni Moro       | Italien        | 076    |
| 100  | Marco Hangl         | Schweiz        | 069    |

| Rang | Name               | Land               | Punkte |
| ---- | ------------------ | ------------------ | ------ |
| 1    | Agneta Hjorth      | Schweden           | 135    |
| 2    | Elfi Eder          | Österreich         | 125    |
| 3    | Merete Fjeldavlie  | Norwegen           | 107    |
| 4    | Angelika Hurler    | BR Deutschland     | 104    |
| 5    | Angela Drexl       | BR Deutschland     | 100    |
| 6    | Manuela Umele      | Österreich         | 099    |
| 7    | Florence Masnada   | Frankreich         | 078    |
| 8    | Gaby May           | Schweiz            | 076    |
| 9    | Kristina Andersson | Schweden           | 073    |
| 100  | Krista Schmidinger | Vereinigte Staaten | 071    |

### Super-G
| Rang | Name                 | Land           | Punkte |
| ---- | -------------------- | -------------- | ------ |
| 1    | Peter Wirnsberger II | Österreich     | 58     |
| 2    | Marco Hangl          | Schweiz        | 54     |
| 3    | Dietmar Thöni        | Österreich     | 46     |
| 4    | Patrick Holzer       | Italien        | 39     |
| 5    | Franz Retzer         | BR Deutschland | 33     |

| Rang | Name               | Land               | Punkte |
| ---- | ------------------ | ------------------ | ------ |
| 1    | Karin Köllerer     | Österreich         | 37     |
| 2    | Angelika Hurler    | BR Deutschland     | 30     |
| 3    | Gaby May           | Schweiz            | 29     |
| 4    | Sabine Ginther     | Österreich         | 25     |
| 5    | Krista Schmidinger | Vereinigte Staaten | 21     |

### Riesenslalom
| Rang | Name              | Land           | Punkte |
| ---- | ----------------- | -------------- | ------ |
| 1    | Peter Olsson      | Schweden       | 81     |
| 2    | Stéphane Cretin   | Frankreich     | 61     |
| 2    | Peter Namberger   | BR Deutschland | 61     |
| 4    | Sergio Bergamelli | Italien        | 52     |
| 5    | Heinz Holzer      | Italien        | 46     |

| Rang | Name               | Land           | Punkte |
| ---- | ------------------ | -------------- | ------ |
| 1    | Merete Fjeldavlie  | Norwegen       | 74     |
| 2    | Angelika Hurler    | BR Deutschland | 72     |
| 3    | Ylva Nowén         | Schweden       | 68     |
| 4    | Julie Lunde Hansen | Norwegen       | 65     |
| 5    | Manuela Umele      | Österreich     | 53     |

### Slalom
| Rang | Name                | Land       | Punkte |
| ---- | ------------------- | ---------- | ------ |
| 1    | Christian Polig     | Italien    | 113    |
| 2    | Fabio De Crignis    | Italien    | 096    |
| 3    | Dietmar Köhlbichler | Österreich | 088    |
| 4    | Christophe Berra    | Schweiz    | 080    |
| 5    | Giovanni Moro       | Italien    | 076    |

| Rang | Name             | Land           | Punkte |
| ---- | ---------------- | -------------- | ------ |
| 1    | Elfi Eder        | Österreich     | 125    |
| 2    | Agneta Hjorth    | Schweden       | 115    |
| 3    | Angela Drexl     | BR Deutschland | 100    |
| 4    | Florence Masnada | Frankreich     | 063    |
| 5    | Camilla Lundbäck | Schweden       | 062    |